# خالد بن خليفة بن عبد العزيز آل ثاني
الشيخ خالد بن خليفة بن عبدالعزيز آل ثاني (مواليد 1968) رئيس مجلس وزراء وزير الداخلية السابق بدولة قطر خلال الفترة 28 يناير 2020 حتى 7 مارس 2023.  

## حياته العلمية
حاصل على بكالوريوس في إدارة الأعمال من الولايات المتحدة الأميركية عام 1993.

## حياته العملية
بدأ عمله بشركة قطر للغاز المسال المحدودة وعمل فيها حتى 2002، ثم انتقل للعمل في مكتب النائب الأول لرئيس مجلس الوزراء وزير الخارجية حتى عام 2006.
وفي مارس 2006 التحق بالعمل في الديوان الأميري بمكتب ولي العهد، وعُيّن مديراً لمكتب السكرتير الخاص لولي العهد في 11 يوليو 2006، ثم تولى منصب مدير مكتب ولي العهد في 9 يناير 2007، وعند تولي تميم السلطة في 2013، عُين مديراً لمكتب الأمير، وفي 11 نوفمبر 2014 عُين رئيساً للديوان الأميري.
وفي 28 يناير 2020 صدر أمر أميري بتعينه رئيساً لمجلس الوزراء ووزيراً للداخلية بعد استقالة رئيس مجلس الوزراء ووزير الداخلية آنذاك الشيخ عبدالله بن ناصر آل ثاني وشغل المنصب حتى 7 مارس 2023 حيث أستقال من منصبه 